# 約翰內森冰原島峰
72°52′S 161°11′E / 72.867°S 161.183°E
約翰內森冰原島峰（英語：Johannessen Nunataks），是南極洲的冰原島峰，長7公里，處於魏豪普特山以南28公里，屬於奧特巴克冰原島峰的一部分，美國地質調查局根據測量和該國海軍的空中照片繪入地圖，現時由南極條約體系管理。